# Министър-председател на Латвия
Министър-председателят на Латвия (на латвийски: Ministru prezidents) е официалната титла за председателя на латвийското правителство. Той е най-влиятелният член на латвийското правителство и председателства неговите заседания. Назначава се от президента на Латвия, но трябва да има и подкрепата на по-голямата част от сейма на Латвия. Формирането на държавността на Латвия в началото ѝ става в условията на гражданската война и война за независимост. През 1920 г. в страната е създадена парламентарна република. След кратка диктатура (1934 – 1940 г.) страната, при запазване на държавността, се озовава в Международния идеологически съюз (СССР), в който функциите на републиканското ръководство са ограничени. След възстановяването на независимостта е възстановена и Конституцията от 1922 г., според която държавният глава отново получава преобладаващите функции в системата на държавното управление. Следва списък с министър-председателите след независимостта на страната от СССР през 1990 г.

## Списък на министър-председателите
| #   | Име                 | Мандат      |
| --- | ------------------- | ----------- |
| 1.  | Иварс Годманис      | 1990 – 1993 |
| 2.  | Валдис Биркавс      | 1993 – 1994 |
| 3.  | Марис Гайлис        | 1994 – 1995 |
| –   | Андрис Шкеле (и.д.) | 1995 – 1997 |
| 4.  | Гунтар Крастс       | 1997 – 1998 |
| 5.  | Вилис Криштопанс    | 1998 – 1999 |
| 6.  | Андрис Шкеле        | 1999 – 2000 |
| 7.  | Андрис Берзинш      | 2000 – 2002 |
| 8.  | Eйнарс Репше        | 2002 – 2004 |
| 9.  | Индулис Емсис       | 2004 – 2004 |
| 10. | Айгарс Калвитис     | 2004 – 2007 |
| 11. | Иварс Годманис      | 2007 – 2009 |
| 12. | Валдис Домбровскис  | 2009 – 2014 |
| 13. | Лаймдота Страуюма   | 2014 – 2016 |
| 14. | Марис Кучинскис     | 2016 – 2019 |
| 15. | Кришянис Каринш     | 2019 – 2023 |
| 16. | Евика Силиня        | 2023 –      |